# Mualla Eyüboğlu Anhegger

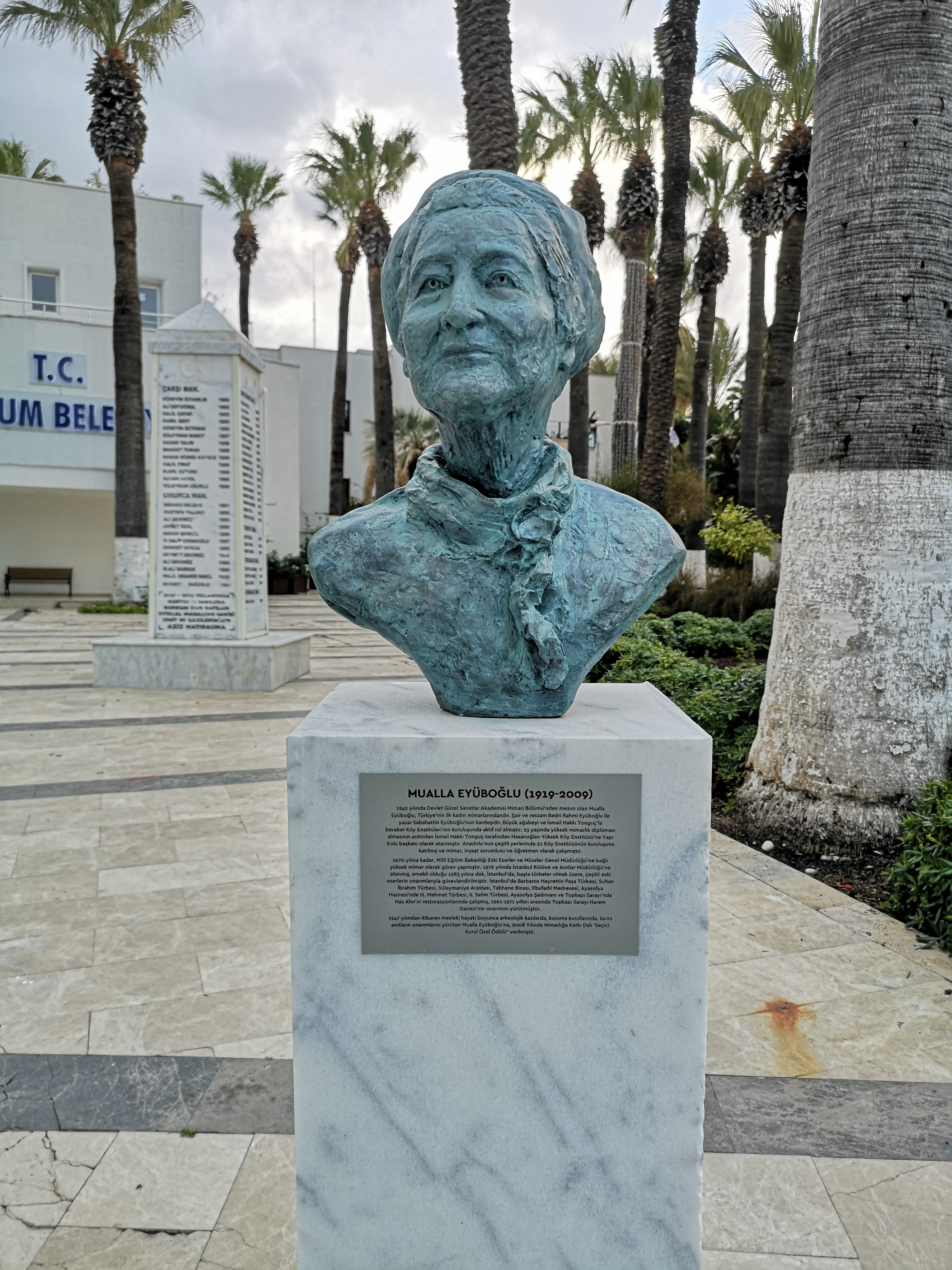
Mualla Eyüboğlu

Mualla Eyüboğlu Anhegger (* 13. März 1919 in Aziziye, Sivas; † 18. August 2009 in Istanbul) war eine der ersten Architektinnen der Republik Türkei. Sie war bekannt für ihre Arbeit in den Dorfinstituten und als Restauratorin alter Bauwerke.

## Kindheit, Familie und Ausbildung
Eyüboğlu wurde 1919 in Aziziye geboren und entstammte einer wohlhabenden Familie, die ursprünglich aus Trabzon stammte. Ihr Vater, Mehmet Rahmi Eyuboğlu, ein Absolvent der Mekteb-i Mülkiye, war Mutasarrıf in Anatolien und später Abgeordneter der Nationalversammlung. Er stammte aus Maçka und führte die Herkunft seiner Familie auf Saladin zurück. Daher wählte er auch den Familiennamen Eyüboğlu („Sohn Ayyubs“). Die Mutter Lütfiye stammte aus einer religiös-konservativen Notabeln-Familie aus Pulathane, heute Akçaabat. Deren Mutter wiederum entstammte dem Umfeld des Palastes, ihr Vater einer einheimischen Offiziersfamilie.
Mualla Eyüboğlu wurde ein Jahr nach dem Ersten Weltkrieg in Aziziye in der Provinz Erzurum geboren. Mualla hatte vier Geschwister. Dazu gehörten die beiden älteren Brüder, der Dichter und Maler Bedri Rahmi Eyüboğlu und der Autor Sabahattin Eyüboğlu. Ihre ältere Schwester hieß Nezahat. Der jüngere Bruder war Mustafa. Nach Mustafa gebar die Mutter Zwillinge, die allerdings nicht überlebten. Ihre Kindheit war geprägt vom Befreiungskrieg. Krieg und Kindheit verbrachte sie in Kütahya und Artvin. Im Jahr 1924 zog die Familie nach Trabzon. Ein Jahr später wurde Mualla dort eingeschult. Als sie in der dritten Klasse war, wurde die Lateinschrift eingeführt. Mualla wuchs nach eigenen Aussagen mit den Reformen Atatürks auf. Um die Ausbildung der Kinder zu gewährleisten, zog die Familie 1929 nach Istanbul. Dort absolvierte Eyüboğlu die Mittelschule und das Gymnasium am Mädchengymnasium in Vefa. Sie war eine durchschnittliche Schülerin. Nach dem Schulabschluss zog die Familie in das Stadtviertel Soğanağa. Mualla studierte anschließend von 1936 bis 1942 Architektur an der Akademie der Schönen Künste der Universität Istanbul.
Der Familienname wurde auch als Eyuboğlu oder Eyüpoğlu geschrieben.

## Dorfinstitute
Nach Abschluss des Studiums im Jahr 1942 besuchte sie ihren Bruder Sabahattin in Ankara, der dort Mitglied in einem Gremium für Ausbildung und Erziehung war. İsmail Hakkı Tonguç, der damals das Gremium leitete, ernannte sie umgehend zur Leiterin der „Bauabteilung“ des Dorfinstitutes Hasanoğlan in der Nähe Ankaras. In den folgenden fünf Jahren war Eyüboğlu an der Eröffnung und dem Bau der weiteren Dorfinstitute in Eskişehir, Aydın, Kayseri und Erzurum beteiligt und war in den Dorfinstituten als Lehrerin tätig. Im Alter von 24 baute sie ein Dorfinstitut in ihrem Geburtsort auf. Sie unterrichtete u. a. Bauwesen, technisches Zeichnen, Innenarchitektur und Kunstgeschichte. Eines der ersten Gebäude, das Eyüboğlu gemeinsam mit ihren Schülern entwarf, war die Musikschule des Dorfinstituts Hasanoğlan. Der Bauplan der Musikschule wies eine formale Ähnlichkeit zur sogenannten Sonnenscheibe der Hethiter auf. Hitit Güneşi ("Hethitische Sonne") war Eyüboğlus Beiname. In Hasanoğlan baute sie auch die Schreinerei, das Hamam und die Kantine des Dorfinstituts. Im Jahr 1998 bewertete Eyüboğlu die Dorfinstitute rückblickend folgendermaßen:

„Es ist eigentlich kaum zu glauben, wenn man es nicht selbst erlebt hat, aber die Dörfer lebten noch in der Steinzeit. Jedes Dorfinstitut hatte ein Krankenrevier. Beim Kampf gegen Malaria war dies sehr nützlich für Anatolien. Man begnügte sich nicht damit, eine Dorfschule zu bauen und Dorfschullehrer auszubilden. Daneben gab es zahlreiche nützliche Sachen bei der Dorfentwicklung. Die Dorfinstitute waren für mich ein Fenster zur Kultur für türkische Dörfer.“

In ihren Memoiren berichtete Eyüboğlu über Tändeleien u. a. mit Yaşar Kemal in dieser Zeit. Ruhi Su soll ihr so vehement nachgestellt haben, dass er nachts mit einer Pistole in der Hand vor der Tür des Mädchenwohnheims auftauchte und aus Hasanoğlan entfernt wurde. Im Jahr 1947 erkrankte sie in Ortaklar an einer schweren Form der Malaria. Sie wurde im französischen Krankenhaus in Izmir behandelt. Ihr Vater untersagte ihr noch am Krankenbett jeglichen weiteren Aufenthalt in Anatolien.

## Restauratorin
Eyüboğlu kehrte nach Istanbul zurück und arbeitete ab 1948 als Assistentin an der Akademie der Schönen Künste im Bereich Städtebau. Insbesondere nach der Machtübernahme durch die Demokratische Partei fühlte sie sich an der Universität ausgegrenzt aufgrund ihrer früheren Arbeit in den Dorfinstituten, die nach der Abschaffung verpönt waren. Ab 1949 arbeitete Eyüboğlu nebenher bei den Ausgrabungen von Yazılıkaya und Ephesos und bereiste Europa. 1952 wurde sie Berichterstatterin für eine staatliche Einrichtung zum Schutz der Altertümer, der Gayrimenkul Eski Eserler ve Anıtlar Yüksek Kurulu. In dieser Funktion lernte sie ganz Anatolien kennen. Für dieselbe Einrichtung war Eyüboğlu später als Restauratorin tätig.
Eyüboğlu war in ganz Anatolien an der Restaurierung historischer Bauten beteiligt. Dazu gehörten u. a. der Selimiye-Bazar, das Gazi-Mihal-Hamam und die Üç-Şerefeli-Moschee (alle in Edirne); die Burg und die Hunad-Hatun-Moschee (Kayseri), die Buruciye-Medrese in Sivas, das alte Mozaik-Museum in Antakya, die Zinciriye Medrese in Mardin und die Burg in Trabzon. In Istanbul restaurierte sie die Türbe von Barbaros Hayrettin Paşa, die Süleymaniye Külliyesi, die Rumeli Hisarı, den Harem des Topkapı Sarayı und weitere Bauten. Die Arbeiten an der Rumeli Hisarı dauerten drei Jahre, die Arbeit im Topkapı-Palast zehn Jahre. Dort entdeckte sie das Versteck der Valide Sultan und schrieb ein Buch darüber.
Ihr Vater starb im Jahr 1952. Im Jahr 1958 heiratete sie den deutschen politischen Exilanten Robert Anhegger, den sie bereits seit Silvester 1948 kannte.  Die Mutter, Lütfiye Hanım, war strikt gegen die Heirat und brach den Kontakt für ca. ein Jahr ab. Das Ehepaar lebte zunächst bis 1964 am Schwarzen Meer in Arnavutköy. Anschließend kauften sie eine Wohneinheit im Doğan Apartmanı.

## Späteres Leben
Im Jahr 1969 wurde Robert Anhegger zum Leiter des Goethe-Instituts in Amsterdam ernannt. Insgesamt lebte das Paar fünf Jahre dort. Eyüboğlu reiste oft zwischen Istanbul und Amsterdam hin und her, wurde aber aus ihrer Funktion als Restauratorin entlassen. Die endgültige Rückkehr nach Istanbul erfolgte im Jahr 1975. 1981 starb ihre Mutter und im Jahr 2001 Robert Anhegger. Wenige Jahre später erschienen ihre Memoiren. Mualla Eyüboğlu verstarb im August 2009. Sie wurde auf dem Friedhof Topkapı Merkezefendi Mezarlığı beigesetzt.

## Werke
- Mualla Anhegger-Eyüboğlu: Topkapı Sarayı'nda Padişah Evi (Harem). Istanbul 1986